# Barré

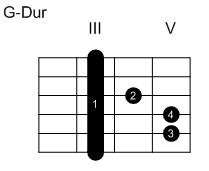
Schematické znázornění vytvoření akordu G-dur pomocí barré

Barré je označení způsobu hry na kytaru nebo jiné strunné nástroje. Při něm ukazováček tiskne na hmatníku více strun najednou (případně všechny).
Většinu kytarových akordů lze plnohodnotně zahrát jen s použitím barré, je však tendence se jim vyhýbat, protože je tato metoda dosti namáhavá. Pokud je ve skladbě větší výskyt akordů barré, hráči často buď používají redukované hmaty (bez barré, s hraním jen některých strun), transponují do blízkých tónin se snadněji hratelnými akordy (G, D, A apod.), nebo nasadí kapodastr. I akordy nevyžadující barré však mají alternativní hmaty s jeho využitím (např. G dur lze hrát s barré na 3. pražci), které se někdy používají pro ozvláštnění zvuku nebo pro usnadnění přechodu mezi jinými akordy barré (např. z F♯ přes G na Gmi).